# Konvergenzsatz von Blaschke
Der Konvergenzsatz von Blaschke  ist ein Lehrsatz der komplexen Analysis, welcher auf den österreichischen Mathematiker Wilhelm Blaschke zurückgeht. Der Satz ist eng verwandt mit dem Konvergenzsatz von Vitali. Er gibt ein Kriterium für die Konvergenz von Folgen holomorpher Funktionen auf der offenen Einheitskreisscheibe.
In seinem Originalbeweis von 1915 greift Wilhelm Blaschke wesentlich auf das Montelsche Auswahlprinzip zurück. Im Jahre 1923 haben Tibor Radó und Karl Löwner einen direkten Beweis des Satzes unter Benutzung expliziter Abschätzungen geliefert.

## Formulierung des Konvergenzsatzes
Der Satz lässt sich wie folgt formulieren:
Gegeben sei auf der Einheitskreisscheibe {\displaystyle \mathbb {E} =\{z\colon \,|z|<1\}\subset \mathbb {C} }  eine Folge {\displaystyle (f_{n})_{n\in \mathbb {N} }} holomorpher Funktionen {\displaystyle {f_{n}}\colon \,\mathbb {E} \to \mathbb {C} } {\displaystyle (n\in \mathbb {N} )}, welche  gleichmäßig beschränkt sei:
{\displaystyle \sup _{n\in \mathbb {N} ,z\in \mathbb {E} }{|{f_{n}(z)}|}<\infty }.
Dazu existiere eine Zahlenfolge von verschiedenen Zahlen {\displaystyle z_{k}\in \mathbb {E} } {\displaystyle (k\in \mathbb {N} )} derart, dass folgende Bedingungen erfüllt seien:
1. {\displaystyle \sum _{k=1}^{\infty }(1-{|z_{k}|})=\infty }.
2. Für jedes   {\displaystyle k\in \mathbb {N} }   existiert   {\displaystyle \lim _{n\rightarrow \infty }f_{n}(z_{k})}.

Dann ist die Funktionenfolge {\displaystyle (f_{n})_{n\in \mathbb {N} }} in {\displaystyle \mathbb {E} } kompakt konvergent.